# Jakubowo (Olsztyn)

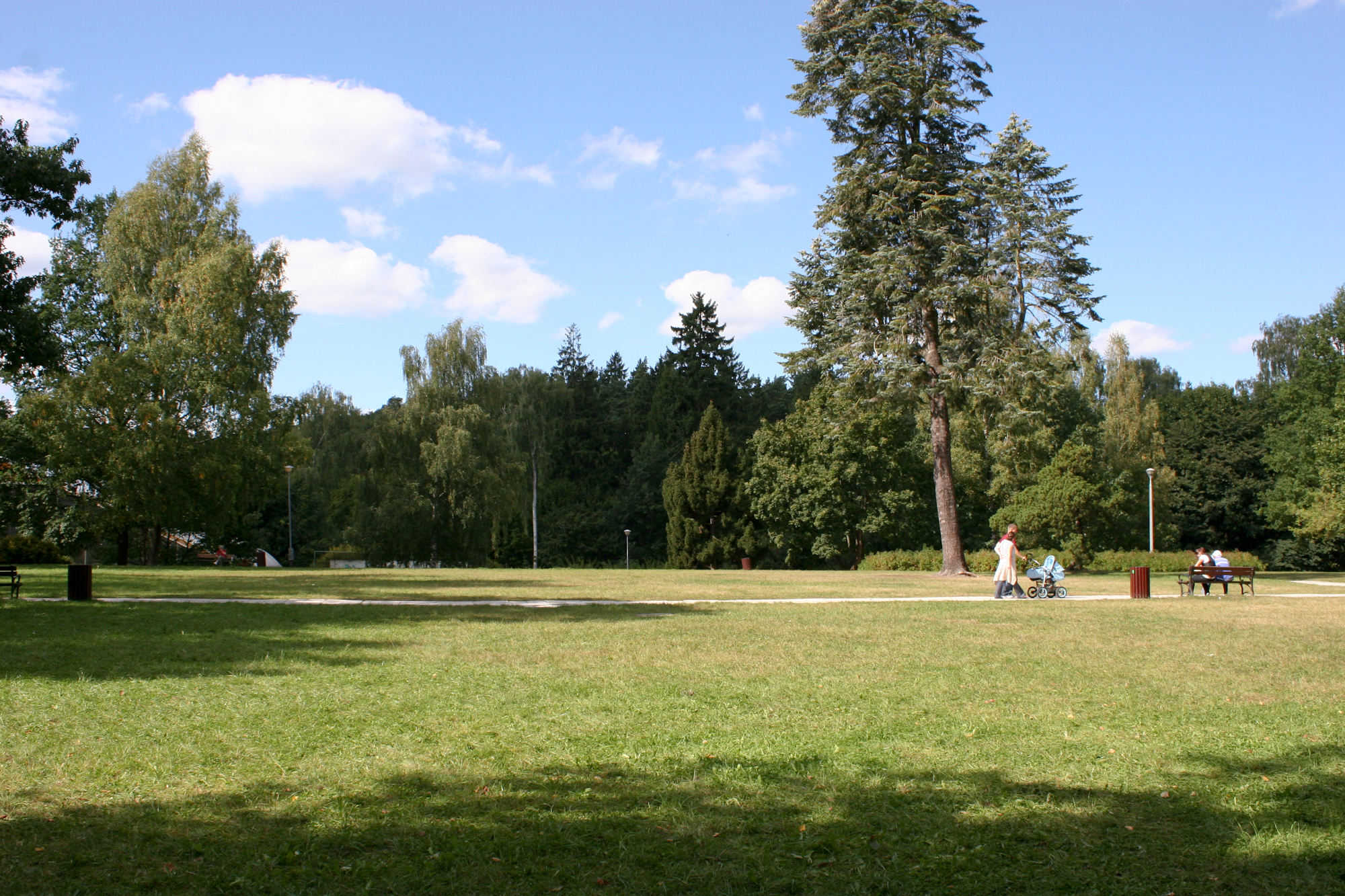
Park w Jakubowie

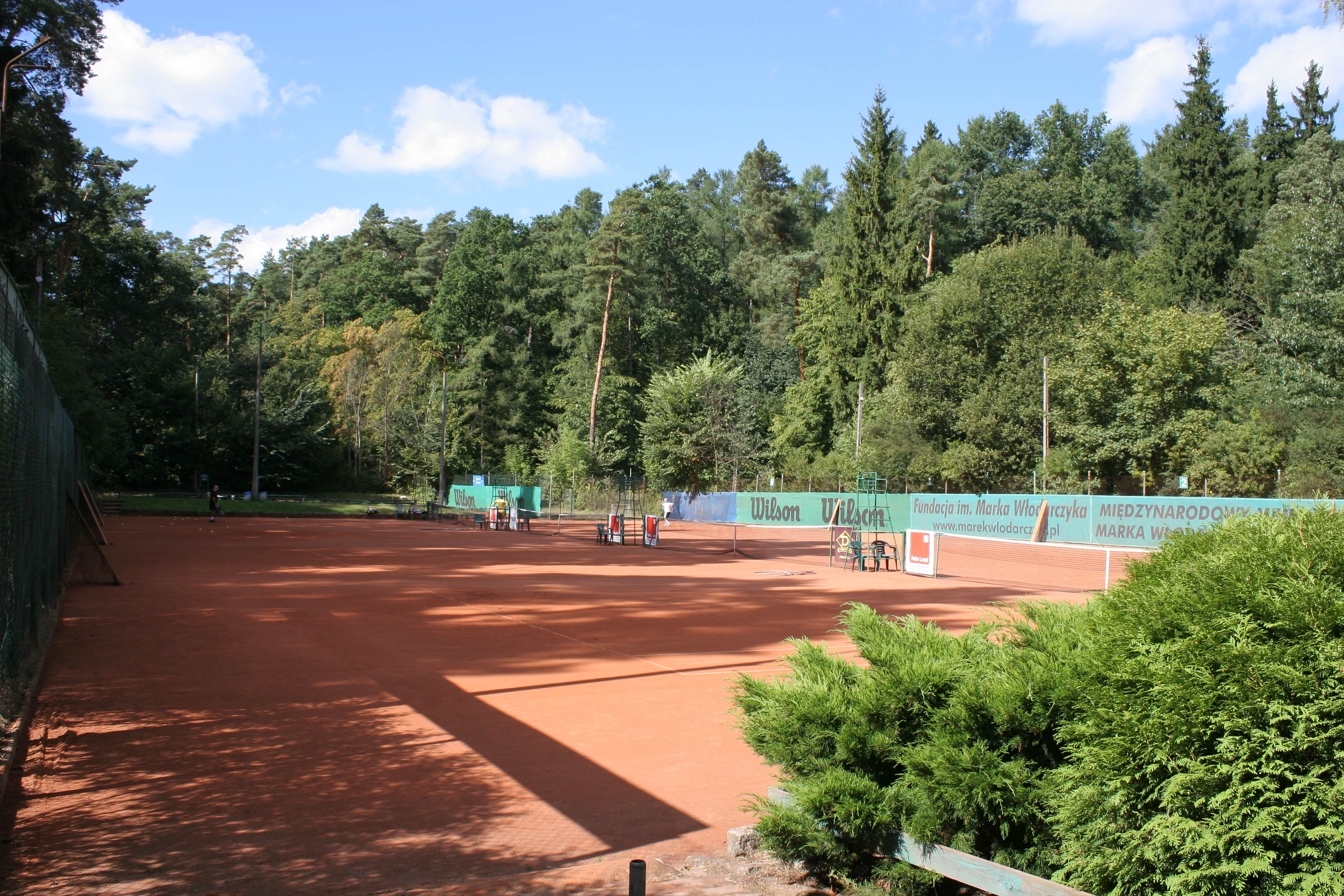
Korty tenisowe w Jakubowie

Jakubowo (niem. Jakobsberg) – osiedle w Olsztynie, położone na terenie, stanowiącego część oficjalnego podziału administracyjnego miasta, Osiedla Wojska Polskiego. Na jego terenie znajduje się Jezioro Mummel (Mumel).
Przez Jakubowo przebiega trasa szlaku błękitnego.

## Historia
W 1862 rada miejska podjęła uchwałę o utworzeniu ośrodka rekreacyjno-rozrywkowego na terenie dzisiejszego Jakubowa. Powołano w tym celu przedsiębiorstwo o nazwie Wzgórze św. Jakuba (niem. Jacobsberg). W 1862 rozpoczęto roboty melioracyjne pod budowę leśnego boiska sportowego. W 1863 zbudowano dom leśniczego wraz z lokalem gastronomicznym oraz werandą widokową. Rok później cały zespół gastronomiczny oddano w dzierżawę. Skutkiem wzrostu popularności tego miejsca była budowa, w 1867 roku, sali tanecznej oraz nieopodal strzelnicy. W latach 1884–1886 z inicjatywy Towarzystwa Upiększania Miasta, wzdłuż lewego brzegi Łyny urządzono promenadę. W 1907 Jakubowo zostało połączone ze śródmieściem linią tramwajową. Wodociągi i kanalizację doprowadzono do Jakubowa w 1909. W dniach 28 maja - 18 września 1910 zorganizowano tam wystawę przemysłową, której tereny przekształcono później w park miejski z kortami tenisowymi. Stadion leśny oddano do użytku w 1920.

## Komunikacja
- Komunikacja miejska

Na terenie Jakubowa znajduje się obecnie pętla autobusowa, z której korzystają linie: 107, 110, 117 oraz 309.